# Gare de Messein
La gare de Messein est une gare ferroviaire française de la ligne de Jarville-la-Malgrange à Mirecourt, située sur le territoire de la commune de Messein dans le département de Meurthe-et-Moselle, en région Grand Est.
C'est une halte de la Société nationale des chemins de fer français (SNCF), desservie par des trains TER Grand Est.

## Situation ferroviaire
Établie à 259 mètres d'altitude, la gare de Messein est située au point kilométrique (PK) 9,962 de la ligne de Jarville-la-Malgrange à Mirecourt, entre les gares de Ludres et de Neuves-Maisons.

## Fréquentation
De 2015 à 2024, selon les estimations de la SNCF, la fréquentation annuelle de la gare s'élève aux nombres indiqués dans le tableau ci-dessous.
| Année     | 2015   | 2016   | 2017   | 2018   | 2019   | 2020   | 2021   | 2022   | 2023   | 2024   |
| --------- | ------ | ------ | ------ | ------ | ------ | ------ | ------ | ------ | ------ | ------ |
| Voyageurs | 14 539 | 13 975 | 13 950 | 15 265 | 14 096 | 13 747 | 11 766 | 12 242 | 13 524 | 12 677 |

## Service des voyageurs

### Accueil
Halte SNCF, c'est un point d'arrêt non géré (PANG) à accès libre.

### Desserte
Messein est desservie par des trains régionaux du réseau TER Grand Est, de la relation Nancy - Pont-Saint-Vincent (ligne L06A),.

### Intermodalité
Un parking pour les véhicules et un arrêt de transport en commun routier (car) sont aménagés à proximité.